# Monelytrum luederitzianum
Monelytrum luederitzianum är en gräsart som beskrevs av Eduard Hackel. Monelytrum luederitzianum ingår i släktet Monelytrum och familjen gräs. Inga underarter finns listade i Catalogue of Life.